# Раннерс
Ра́ннерс (дан. Randers) — місто в Данії, на сході Ютландії, регіон Центральна Ютландія, адміністративний центр комуни Раннерс. Знаходиться північніше Орхуса, в гирлі річки Гудено вздовж Раннерс-фьорду. Населення 64,9 тис. (1972); 55 358 (1992); 55 739 (2004); 59 842 (2009).

## Опис
Вперше згадується з 1086 року, міський устав 1302 року. Став головним торговим і церковним центром в Середньовіччя. Не зважаючи на пожежі XVII століття декілька будинків середньовічних купців та інших будівель вціліли, в тому числі церква св. Мортена (1490) і монастир св. Духа (1510).
Виробництво: залізничні склади, продукція текстильної промисловості (рукавиці), харчові продукти (в тому числі пиво, м'ясні продукти), сільськогосподарська техніка, молочна продукція.

## Відомі люди
У місті народилися:
- Еммелі де Форест — данська співачка, переможниця Євробачення 2013.

## Зовнішні зв'язки
Раннерс має 6 міст-побратимів:
- Вестерос, Швеція
- Акурейрі, Ісландія
- Олесунн, Норвегія
- Єленя-Ґура, Польща
- Лахті, Фінляндія
- Тиват, Чорногорія

## Галерея

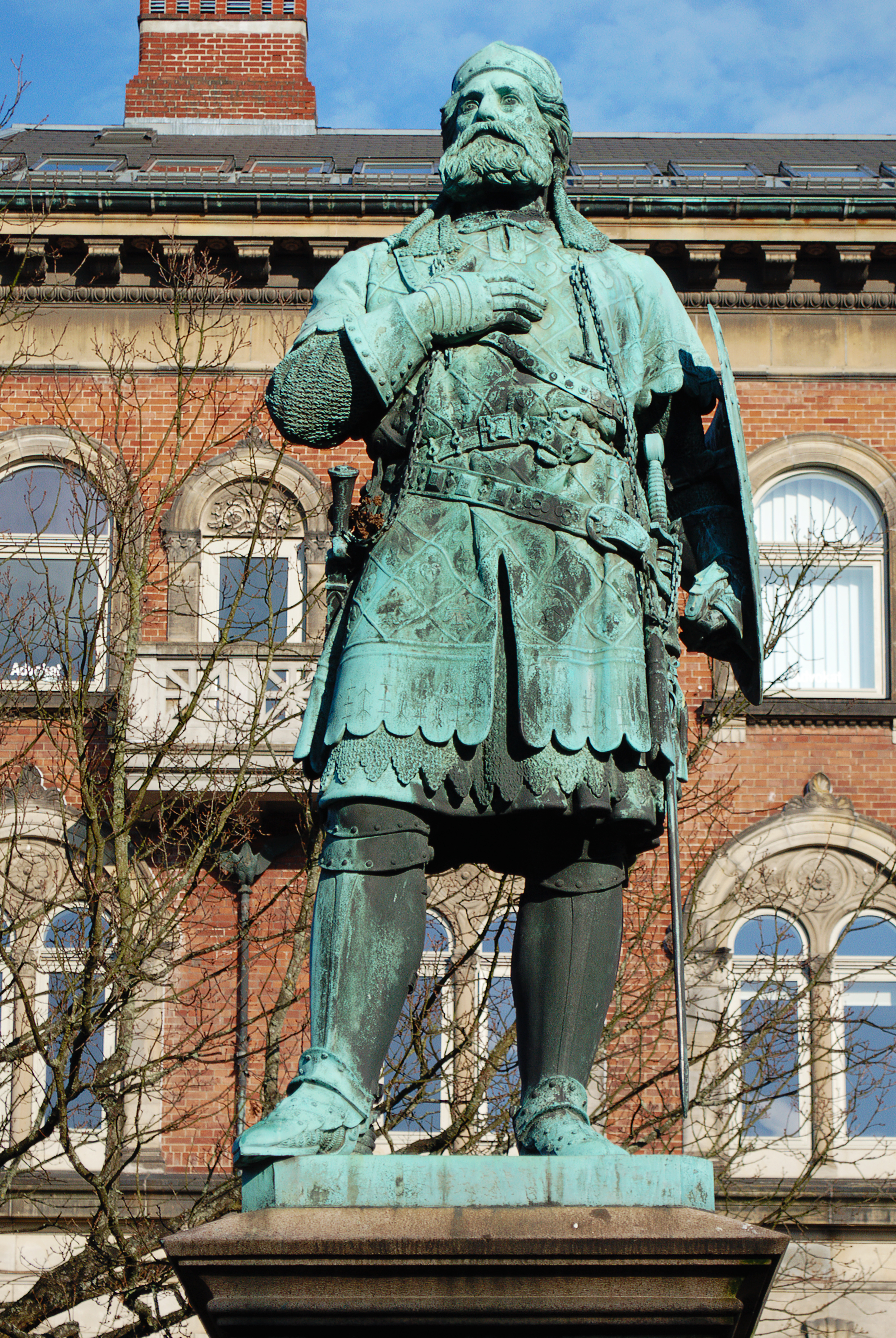
Пам'ятник Нільсу Еббесену
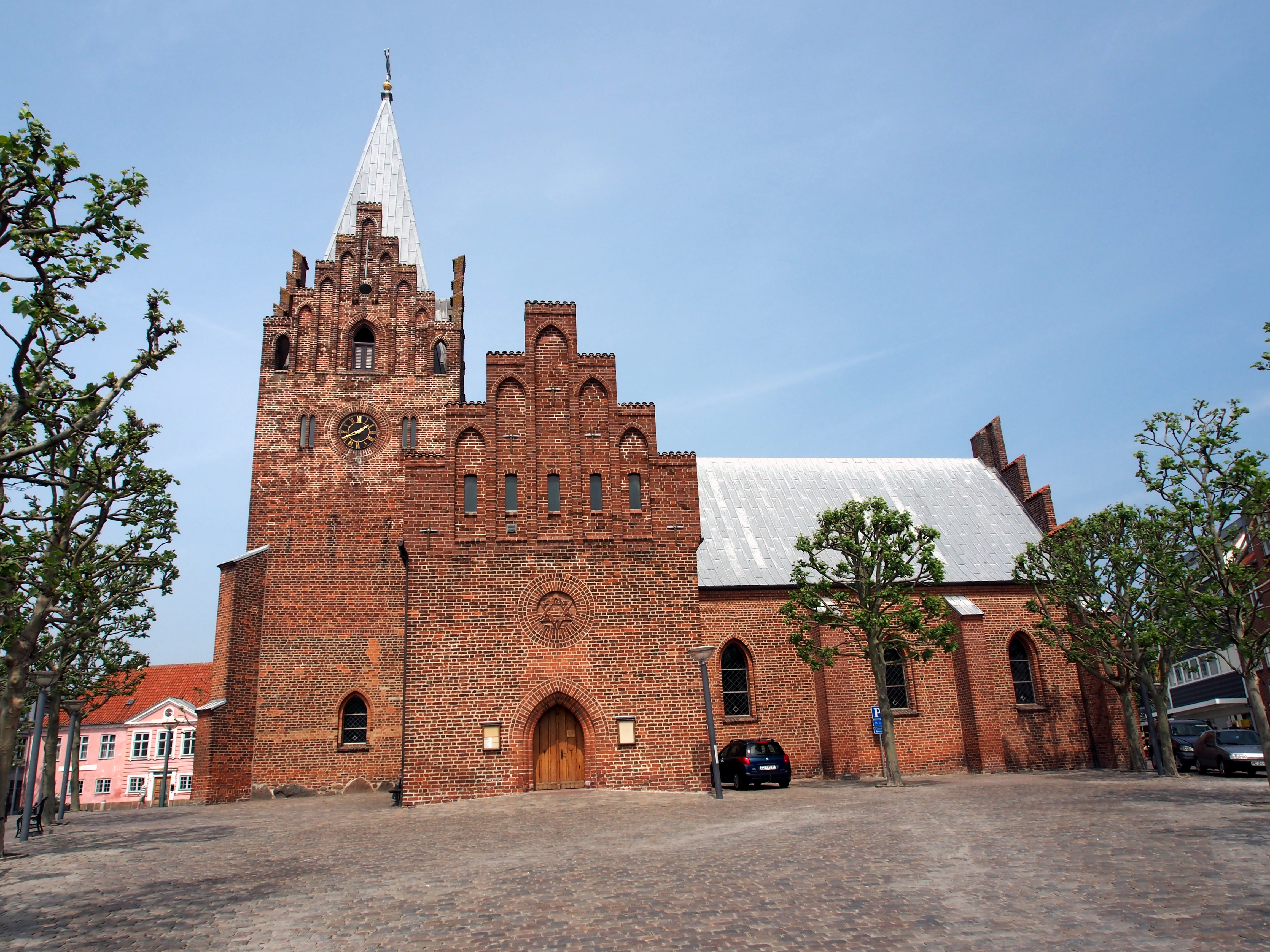
Церква
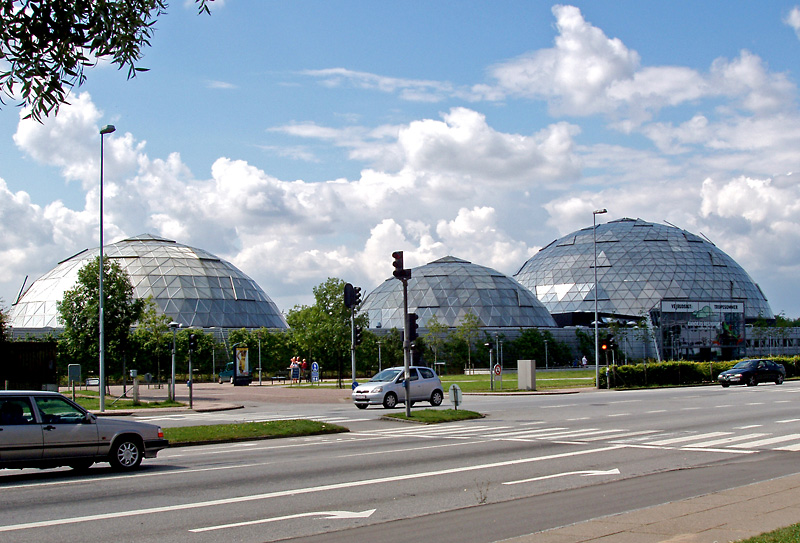
Зоопарк